# 八ツ森駅
八ツ森駅（やつもりえき）は、かつて宮城県仙台市青葉区新川字清水頭にあった、東日本旅客鉄道（JR東日本）仙山線の駅（臨時駅、廃駅）である。
2014年3月14日限りで同線の西仙台ハイランド駅と共に廃止された。

## 歴史
奥羽山脈を貫通する区間が開通して仙山線が全通した1937年（昭和12年）11月10日、付近にあった八森スキー場の利用者のために新設区間に仮乗降場として設けられた。当初は枕木を並べただけのホームだった。日本国有鉄道が1961年（昭和36年）に新川ラインを整備すると、他の季節にも山歩きを楽しむ人が訪れるようになった。1967年（昭和42年）度（4月から翌年3月）の一日平均乗降客数は145人であった。
1970年（昭和45年）に八森スキー場が廃止されると利用客が減り、春と秋にわずかな臨時列車が止まるだけになり、後にそれも絶えた。

### 年表
- 1937年（昭和12年）11月10日：八ツ森仮乗降場開業[1]。
- 1987年（昭和62年）
  - 3月31日：臨時駅に昇格、八ツ森駅になる[4]。
  - 4月1日：国鉄分割民営化により、東日本旅客鉄道の駅となる[4]。
- 1990年（平成2年）3月10日：営業キロを設定[4]。
- 2002年（平成14年）
  - 11月4日：最後の通常列車である下り快速5号（9:50発）と上り快速20号（15:15発）が停車。
  - 12月：臨時列車の快速「ホリデーもみじ号」が停車。これを最後に列車の停車がなくなる[1]。
- 2014年（平成26年）3月15日：廃止[2]。

## 駅構造
単式ホーム1面1線を有する地上駅で、鉄パイプで組んだ構造の上に木の板を敷いたごく簡素な構造のホームを有していた。一時は一部の木板が腐って破損し、歩行の危険な状態であったが、後に改修されコンクリート板に葺き替えられた。駅舎、待合室、時刻表、便所はない。駅名標は、臨時駅に昇格して以降も「八ツ森仮乗降場」のままであった。同線周辺の無人駅と同様に愛子駅の管理下にあった。
広瀬川の支流、新川川のそばにあり、駅のすぐ東側に鉄橋が渡されている。駅は周りより高い堤の上にあるが、深い谷底の水面はホームから見えなかった。かわりに対岸で川に臨む100メートル以上の絶壁を見上げていた。
廃止後に鉄製のホーム階段とホーム、駅名標が撤去され、現在、跡地にはホーム階段へ続いていた木製の階段と、非常電話のみが残されている。
臨時駅ではあるが、JRの特定都区市内制度における「仙台市内」の駅であった。

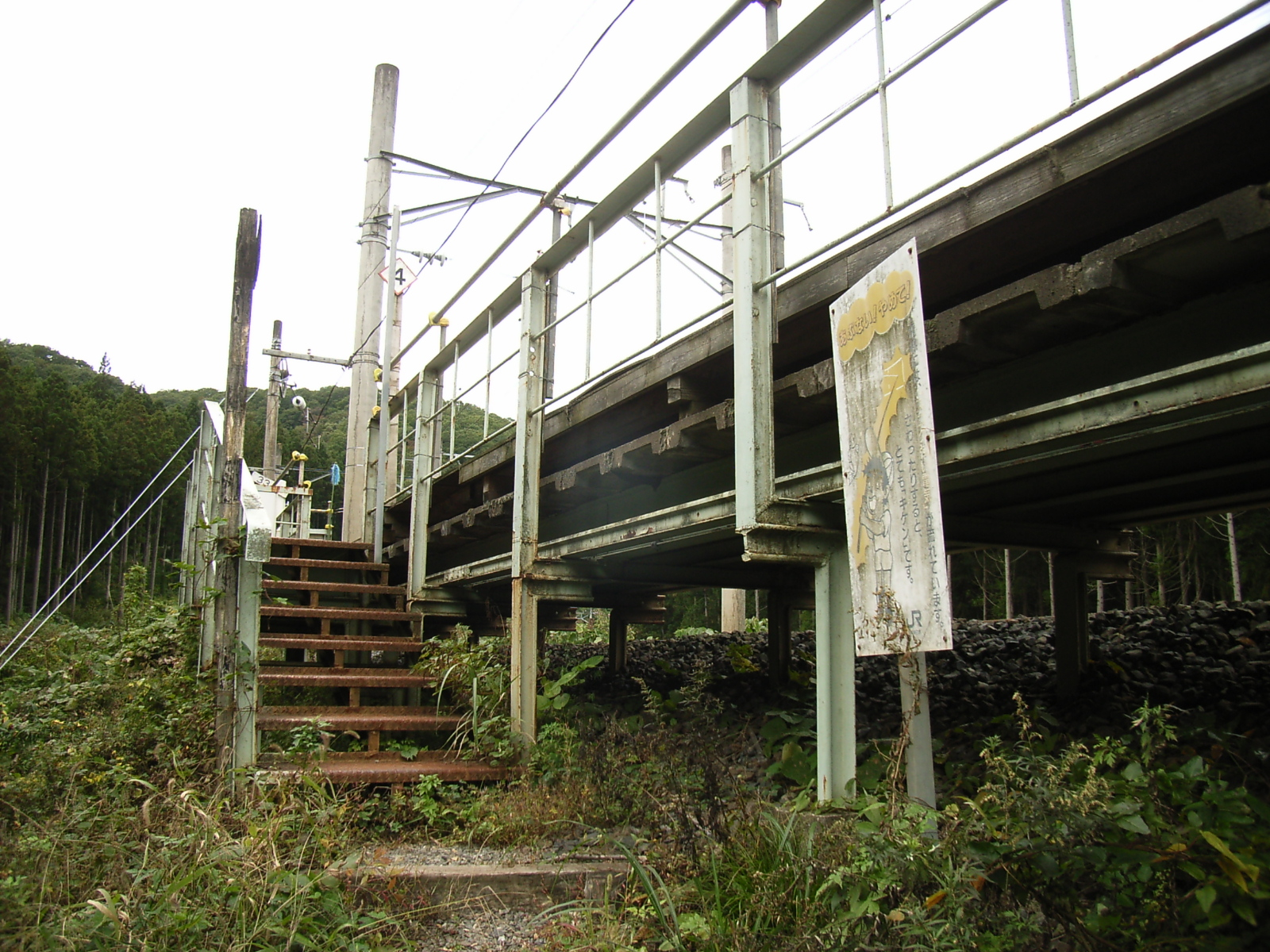
駅入口（2005年10月）
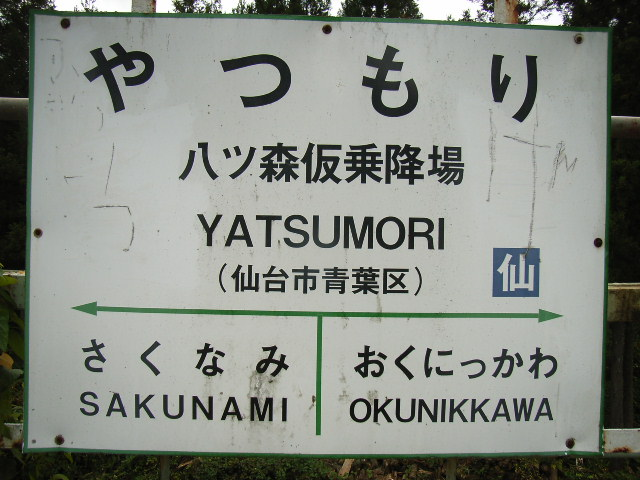
駅名標（2005年10月）

## 駅周辺
新川地区の西端、初ノ小屋という集落のそばにあったが、もっとも近い人家まで200メートル以上離れていた。国道48号から駅の数百m手前までは舗装された道路が通じるが、ここから駅に至る道は鬱蒼とした山中を通る曲がりくねった見通しの悪い未舗装の砂利道であり、「熊に注意」という立て看板がある。ほか、ニホンザルも頻繁に出没する。
駅近くの集落までは、作並駅や白沢車庫より仙台市営バス八ツ森線が運行されていたが、利用者減少により、2021年（令和3年）3月31日を以て運行を終了し、廃線となった。
列車が止まらない上に、他の公共交通機関で訪れることも難しいため、鉄道ファンの間では超一級の秘境駅とされていた。仙山線では、事情は異なるが、同時に廃止された二つ隣の西仙台ハイランド駅にも列車が止まらなかった。
以前は奥新川駅から当駅までの新川川沿いに新川ラインというハイキングコースがあった。
駅周辺の通信状況については、乗降がまったく行われないにもかかわらず、NTTドコモのFOMAの通話が可能である。これは、NTTドコモ東北（現：NTTドコモ東北支社）がすべての駅でFOMAを使用可能にするという方針を打ち立てているからであり、同じNTTドコモでもmovaは圏外になっていた。

## 隣の駅
東日本旅客鉄道
■仙山線
作並駅 - 八ツ森駅 - 奥新川駅